# Niederlauterbach
Niederlauterbach je občina v departmaju Bas-Rhin francoske regije Alzacija.
Leta 2011 je v občini živelo 951 oseb oz. 85 oseb/km².